# Plateau de Lourdes
Le plateau de Lourdes est un plateau situé au sud-est du Nouveau-Brunswick, au Canada.
Le plateau est situé aux confins de la région des Trois-Rivières, s'étendant à l'est de la rivière Memramcook et du village du même nom. Il mesure près de 10 kilomètres du nord ou sud et 16 kilomètres d'est en ouest. Il atteint les 115 mètres à Lourdes.
Il est délimité à l'ouest et au nord par la rivière Memramcook, à l'est par la rivière Tintamarre et au sud par le ruisseau des Breau. La vallée de ce dernier sépare le plateau de la colline Coppermine. Au sud-est du plateau s'élève aussi la colline Beech, faisant partie du même massif que la colline Coppermine.
La forêt du plateau fait partie du bois de l'Aboujagane.
Dans la partie la plus élevée du plateau s'élève Memramcook-Est. Sur le versant ouest se trouve Lourdes. Sur le versant est se trouve Cookville.
Le plateau est compris dans les territoires de Dieppe, de Memramcook, de la paroisse de Dorchester et de la paroisse de Sackville.